# Pīshīn
Pīshīn (persiska: پیشین) är en ort i Iran.   Den ligger i provinsen Sistan och Baluchistan, i den sydöstra delen av landet, 1 500 km sydost om huvudstaden Teheran. Pīshīn ligger 225 meter över havet och antalet invånare är 10 477.
Terrängen runt Pīshīn är huvudsakligen platt, men österut är den kuperad. Runt Pīshīn är det ganska glesbefolkat, med 21 invånare per kvadratkilometer. Det finns inga andra samhällen i närheten. Trakten runt Pīshīn är ofruktbar med lite eller ingen växtlighet.